# Консеслус Кипруто
Консеслус Кипруто (енгл. Conseslus Kipruto; 8. децембар 1994.) кенијски је тркач на средње стазе који се специјализовао за трку на 3.000 метара са препрекама. Био је Oлимпијски шампион у Рију 2016. На Светском првенству Кипруто је освојио златне медаље 2017. и 2019. Сребрне медаље је освојио 2013. и 2015. а бронзу 2022. године. Кипруто је четвороструки победник Дијамантске лиге.
Кипруто је био Светски шампион за млађе јуниоре 2011. у трци на 2.000 м стипл. 2012. освојио је титулу првака света за јуниоре на 3.000 метара стипл. Његов лични рекорд од 8:00,12 истрчао је на митингу Дијамантске лиге у Бирмингему 2016.

## Рана каријера
На Светском првенству за млађе јуниоре 2011. Кипруто је победио са временом 5:28,65 минута. Дебитовао је у трци на 3.000 м стипл победивши са 8:27,30 минута на митингу у Кенигс Вустерхаузену.
На Светском јуниорском првенству 2012. Кипруто је освојио 13. узастопну титулу за Кенију у трци на 3.000 метара са препрекама. Резултатом 8:06,10 минута оборио је рекорд шампионата.
На Светском првенству у кросу 2013. Кипруто је помогао Кенији да освоји сребрну медаљу у екипној конкуренцији за јуниоре. Сезону 2013. на стази започео је рекордом митинга од 8:01,16 минута на Златној награди Шангаја, победивши у првој трци Дијамантске лиге 2013.

## Највећи међународни успеси
| Представљајући Кенију | Представљајући Кенију              | Представљајући Кенију        | Представљајући Кенију | Представљајући Кенију | Представљајући Кенију |
| Година                | Такмичење                          | Место                        | Пласман               | Дисциплина            | Резултат              |
| --------------------- | ---------------------------------- | ---------------------------- | --------------------- | --------------------- | --------------------- |
| 2011                  | Светско првенство за млађе јуниоре | Лил, Француска               | 1.                    | 2.000 м стипл         | 5:28.65               |
| 2012                  | Светско првенство за јуниоре       | Барселона, Шпанија           | 1.                    | 3.000 м стипл         | 8:06.10               |
| 2013                  | Светско првенство у кросу          | Бидгошч, Пољска              | 5.                    | Трка јуниора          | 21:40                 |
| 2013                  | Светско првенство                  | Москва, Русија               | 2.                    | 3.000 м стипл         | 8:06.37               |
| 2015                  | Светско првенство                  | Пекинг, Кина                 | 2.                    | 3.000 м стипл         | 8:12.38               |
| 2016                  | Olympic Games                      | Рио де Жанеиро, Бразил       | 1.                    | 3.000 м стипл         | 8:03.28 ОР            |
| 2017                  | Светско првенство                  | Лондон, Уједињено Краљевство | 1.                    | 3.000 м стипл         | 8:14.12               |
| 2018                  | Игре Комонвелта                    | Гоулд Коуст, Аустралија      | 1.                    | 3.000 м стипл         | 8:10.08               |
| 2018                  | Афричко првенство                  | Асаба, Нигерија              | 1.                    | 3.000 м стипл         | 8:26.37               |
| 2019                  | Афричке игре                       | Рабат, Мароко                | –                     | 3.000 м стипл         | Одустао               |
| 2019                  | Светско првенство                  | Доха, Катар                  | 1.                    | 3.000 м стипл         | 8:01.35               |
| 2022                  | Светско првенство                  | Јуџин, САД                   | 3.                    | 3.000 м стипл         | 8:27.92               |

### Лични рекорди
- 3.000 метара – 7:44,09 (Ријети 2012)
- 3.000 метара у затвореном – 7:55,76 (Глазгов 2016)
- 5.000 метара – 13:47,5х (Елдорет 2016)
- 10.000 метара – 29:24,7 (ручно мерено, Елдорет 2016)
- 2.000 метара стипл – 5:28,65 (Лил 2011)
- 3.000 метара стипл – 8:00,12 (Бирмингем 2016)

## Приватно
У децембру 2023. оженио се дугогодишњом девојком Џеклин Џепту. Кум на венчању био им је Џулијус Јего.

## Снимци
- Консеслус Кипруто побеђује у финалу трке на 3.000 метара стипл на Олимпијским играма у Рио де Жанеиру 2016.
- Консеслус Кипруто побеђује у финалу трке на 3.000 метара стипл на Светском првенству у Лондону 2017.